# Indy Japan 300 2009
Indy Japan 300 2009 var ett race som var den sextonde och näst sista deltävlingen i IndyCar Series 2009. Racet kördes den 19 september på Twin Ring Motegi i Japan. Scott Dixon vände uppochner på hela mästerskapet, genom att dra nytta av att Dario Franchitti fastnade i trafik, och smita förbi på insidan efter halva tävlingen. När sedan mästerskapsledande Ryan Briscoe tappade bilen in i muren på insidan på väg ut ifrån depån, kunde Dixon vända ett stort underläge och komma till finalen på Homestead som mästerskapsledare. Franchitti tappade till Dixon i mästerskapet, men hade fortfarande titeln i egna händer inför finalen. Briscoe var också så pass nära att bara ett scenario skulle kunna stoppa en titel för honom vi en seger i sista tävlingen, vilket var att Dixon skulle bli tvåa och leda flest varv. 

## Slutresultat
| Plats | Förare            | Team                     | Grid | Snitt  |
| ----- | ----------------- | ------------------------ | ---- | ------ |
| 1     | Scott Dixon       | Chip Ganassi Racing      | 1    | 27,085 |
| 2     | Dario Franchitti  | Chip Ganassi Racing      | 3    | 27,170 |
| 3     | Graham Rahal      | Newman/Haas Racing       | 5    | 27,271 |
| 4     | Oriol Servià      | Newman/Haas Racing       | 7    | 27,400 |
| 5     | Mário Moraes      | KV Racing Technology     | 2    | 27,155 |
| 6     | Danica Patrick    | Andretti Green Racing    | 6    | 27,289 |
| 7     | Marco Andretti    | Andretti Green Racing    | 14   | 27,558 |
| 8     | Dan Wheldon       | Panther Racing           | 8    | 27,402 |
| 9     | Raphael Matos     | Luczo Dragon Racing      | 12   | 27,510 |
| 10    | Hélio Castroneves | Team Penske              | 21   | -      |
| 11    | Tony Kanaan       | Andretti Green Racing    | 23   | -      |
| 12    | Justin Wilson     | Dale Coyne Racing        | 9    | 27,430 |
| 13    | Ed Carpenter      | Vision Racing            | 11   | 27,474 |
| 14    | Hideki Mutoh      | Andretti Green Racing    | 22   | -      |
| 15    | Ernesto Viso      | HVM Racing               | 18   | 27,714 |
| 16    | Robert Doornbos   | Newman/Haas Racing       | 19   | 27,811 |
| 17    | Kosuke Matsuura   | Conquest Racing          | 16   | 27,647 |
| 18    | Ryan Briscoe      | Team Penske              | 4    | 27,244 |
| 19    | Stanton Barrett   | Team 3G                  | 20   | 28,667 |
| 20    | Roger Yasukawa    | Dreyer & Reinbold Racing | 17   | 27,706 |
| 21    | Ryan Hunter-Reay  | A.J. Foyt Enterprises    | 15   | 27,604 |
| 22    | Mike Conway       | Dreyer & Reinbold Racing | 13   | 27,517 |
| 23    | Tomas Scheckter   | Dreyer & Reinbold Racing | 10   | 27,448 |